# Zasłonak cynamonowofioletowy

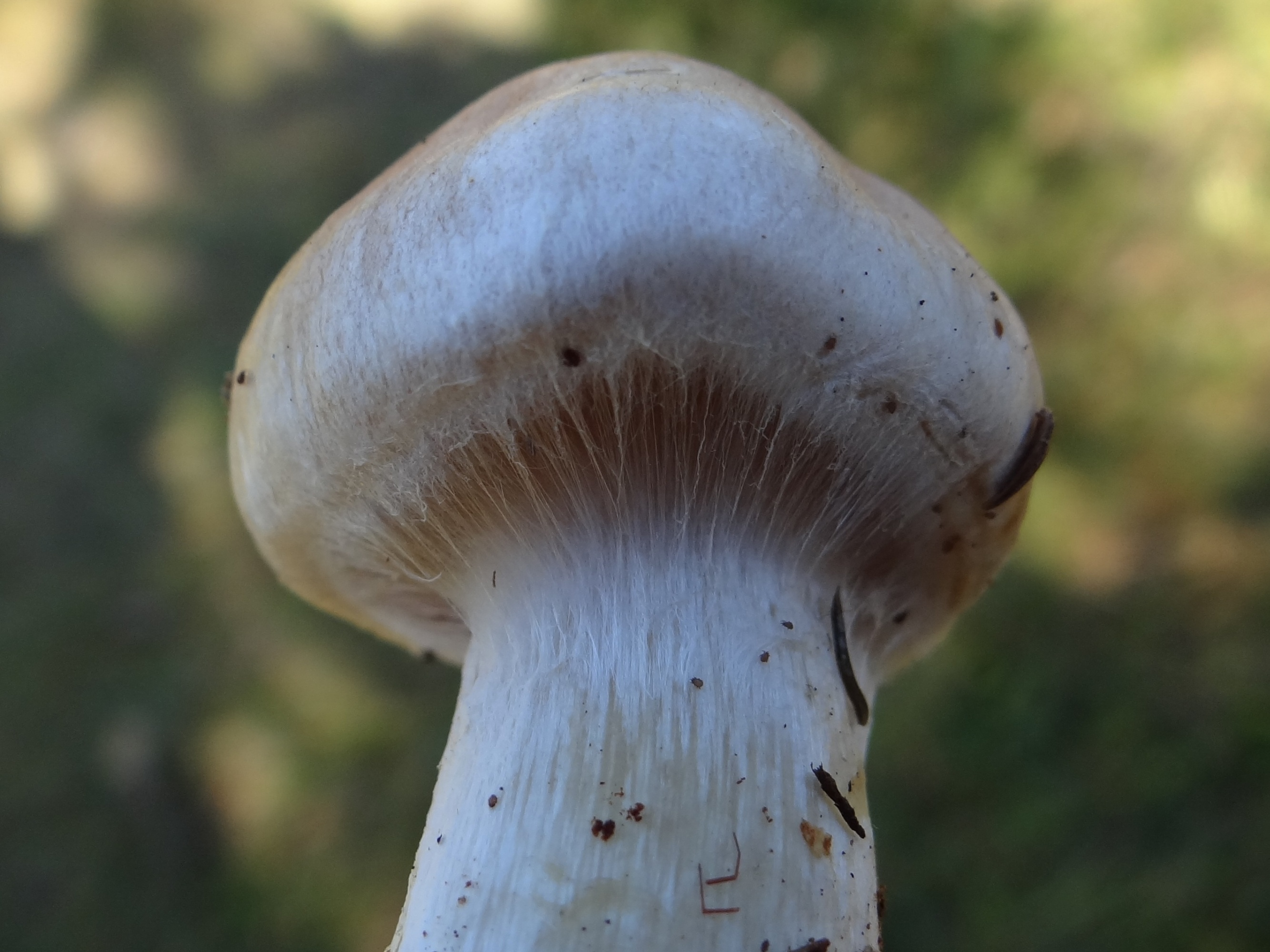
Młody okaz okryty białą zasnówką

Zasłonak cynamonowofioletowy (Cortinarius cinnamoviolaceus M.M. Moser) – gatunek grzybów należący do rodziny zasłonakowatych (Cortinariaceae). 

## Systematyka i nazewnictwo
Pozycja w klasyfikacji według Index Fungorum: Cortinarius, Cortinariaceae, Agaricales, Agaricomycetidae, Agaricomycetes, Agaricomycotina, Basidiomycota, Fungi.
Nazwę polską podają niektóre atlasy grzybów.

## Morfologia
Kapelusz
Średnica 2–5cm, młody stożkowaty, starszy łukowaty lub płaski z tępym garbem, brzegi często popękane. Brzeg kapelusza długo pozostaje podwinięty i połączony z trzonem gęstą, białą zasnówką. Powierzchnia gładka, pokryta promieniście ułożonymi włókienkami i higrofaniczna; podczas wilgotnej pogody ma kolor od purpurowego do siwobrązowego, podczas suchej jest ochrowobrązowa z fioletowym odcieniem na brzegach kapelusza.
Blaszki
Szerokie i szeroko przyrośnięte, grube, u młodych okazów fioletowe, u starszych rdzawobrązowe. Ostrza blaszek białawe.
Trzon
Wysokość 5–9 cm, grubość 0,8–2 cm, walcowaty, kruchy, początkowo pełny, u starszych okazów pusty, gładki. Powierzchnia ma fioletowy kolor, ale u młodych okazów pokryta jest białą zasnówką, u starszych po odpadnięciu zasnówki trzon jest fioletowy, z wyjątkiem części podkapeluszowej, która jest biała. Pierścienia brak.
Miąższ
Cienki, w kapeluszu białawy, w trzonie, szczególnie u młodych okazów fioletowy. Smak i zapach gorzkawo-rzodkiewkowy.

## Występowanie i siedlisko
Znany jest tylko w kilku krajach Europy.  W Polsce nie występuje, ale występuje na Słowacji.
Występuje głównie w górskich lasach pod świerkami, szczególnie na wilgotnych miejscach wśród mchów. Owocniki pojawiają się od lipca do października. 

## Znaczenie
Grzyb mikoryzowy. Grzyb trujący (zatrucia orellaninowe). 

## Gatunki podobne
Wśród licznej grupy gatunków zasłonaków wyróżnia się fioletowym trzonem i fioletowym miąższem w trzonie, występowaniem tylko pod świerkami i rzodkiewkowym smakiem i zapachem.